# Рашбрук
Рашбрук (англ. Rushbrooke; ирл. Rushbrooke) — деревня в Ирландии, находится в графстве Корк (провинция Манстер).

## История и промышленность
Имя деревни происходит от Фредерики Харриетт Рашбрук и её детей, которые получили окрестные земли в собственность по Миддлтонскому акту 1850 года.
С середины XIX века в Рашбруке была построена верфь Джозефа Уиллера «Верлоум», включавшая крупный сухой док по проекту Джона Ренни младшего. На верфи работало до 1100 человек. В середине 1980-х верфь закрылась, а последним кораблём, построенным на ней, стал патрульный вертолётоносец LÉ Eithne (P31), служивший флагманом ВМС Ирландии.

## Транспорт
Местная железнодорожная станция была открыта 10 марта 1862 года и закрыта для грузоперевозок 2 декабря 1974 года.